# Krátošice
Krátošice är en ort i Tjeckien.   Den ligger i regionen Södra Böhmen, i den centrala delen av landet, 90 km söder om huvudstaden Prag. Krátošice ligger 521 meter över havet och antalet invånare är 129.
Terrängen runt Krátošice är lite kuperad. Runt Krátošice är det glesbefolkat, med 19 invånare per kvadratkilometer. Närmaste större samhälle är Tábor, 13,5 km nordväst om Krátošice. Omgivningarna runt Krátošice är en mosaik av jordbruksmark och naturlig växtlighet.